# 2012年ロンドンオリンピックのガボン選手団
2012年ロンドンオリンピックのガボン選手団（2012ねんロンドンオリンピックのガボンせんしゅだん）は、2012年7月27日から8月12日にかけてイギリスの首都ロンドンで開催された2012年ロンドンオリンピックのガボン選手団、およびその競技結果。

## 概要
今大会は銀メダル1個、合計1個のメダルを獲得した。
テコンドー男子80kg超級でアントニー・オバムが銀メダルを獲得、ガボンにオリンピック初めてのメダルをもたらした。

## 選手団
- 人員: 選手 25人
- 開会式旗手: ルディ・ザング・ミラマ

## メダル
| メダル | 選手名             | 競技       | 種目           | 日付（現地） |
| ------ | ------------------ | ---------- | -------------- | ------------ |
| 銀     | アントニー・オバム | テコンドー | 男子80kg以上級 | 8月12日      |

## 種目別選手・スタッフ名簿及び成績

### 陸上競技
- ウィルフリード・ビンガンゴイ（男子100m）10秒89 予備予選敗退
- ルディ・ザング・ミラマ（女子100m）11秒31 準決勝敗退

### ボクシング
- Braexir Lemboumba（男子バンタム級）第1回戦敗退
- Yannick Mbemy（男子ウエルター級）第1回戦敗退

### サッカー
- 男子（グループリーグ敗退）
  - ディディエ・オボノ
  - ダンダ
  - ステヴィ・エンザンベ
  - フランク・エンゴンガ
  - エキュレー・マンガ
  - レミ・エバネガ
  - アレン・ノノ
  - アレクサンドル・エンドゥンブゥー
  - ピエール＝エメリク・オーバメヤン
  - レヴィ・マディンダ
  - アクセル・メイェ
  - メーラン・タンジゴラ
  - セドリック・ブスグ
  - アンドレ・ビヨゴ
  - アンリ・エンドン
  - エマヌエル・エンドン
  - ジェリー・オビアン
  - アンソニー・ムファメズイ
  - サムソン・ムビンギ

### 柔道
- Audrey Koumba（女子78kg級）第2回戦敗退

### テコンドー
- アントニー・オバム（男子80kg以上級）銀メダル獲得